# 大齿橐吾
大齿橐吾（学名：Ligularia macrodonta）是菊科橐吾属的植物，是中国的特有植物。分布在中国大陆的青海、甘肃等地，生长于海拔2,600米至3,800米的地区，多生长在山坡，目前尚未由人工引种栽培。